# 蔣承勛
蔣承勛（16世紀—17世紀），字繼之，號蕙齋，浙江台州府臨海縣人，明朝政治人物。

## 生平
蔣承勛是成化二十三年（1487年）進士蔣顒的曾孫，十歲就熟讀《漢書》，客人戲弄他：「孩子看《漢書》，知道劉邦為何能稱帝？」他回答：「以韓信作戰，以張良謀劃，以蕭何收餉。」客人大為驚奇。萬曆四年（1576年），蔣承勛中舉人，萬曆八年（1580年）、十七年（1589年）兩登會試副榜，授涇縣教諭，改任新城教諭，署任廣昌知縣有治蹟。萬曆二十五年（1597年）他陞東流知縣，為政嚴厲清廉，到任後免除供具使人民復蘇，又清理驛遞侵佔弊病，革除兩造納紙錢陋習；又精於判案，浮梁黃士鳳與樂平何天俸自東邊回鄉，何天俸覬覦黃士鳳財產，因此奪去逃走，吏胥認為難以捕治，他卻秘密移文饒州抓獲對方入獄，一時人民稱快，而地方豪強汪一滄自稱可以用符咒殺死人，將兄長一家四人殺害後奪其家產，遺腹孫寄居外姓而獲全，前往官府向他申冤，他就密集壯丁搜索汪一滄家中發現符咒，獲得實情後處死汪一滄，歸還資產給遺腹孫，東流人為他立下遺愛碑。
之後蔣承勛陞任邵武同知，得上級推薦改黃州同知，就任後立刻捕獲巨盜，地方肅然，荊王府宗室驕縱凌虐人民，宦官李忠奉旨謁陵侵害民夫，他都持理據不屈服，治績為湖廣第一，改任蜀王長史致仕回鄉，年六十六歲去世。

## 著作
著有《麟經心印》、《吳楚讞存》、《覆缶集》.

## 家族
有兒子蔣典學。

## 引用
1. 1 2  民國《臨海縣志·卷二十·人物》：蔣承勛，字繼之，號蕙齋，僉事顒曾孫，年十歲能習《漢書》，客戲之，曰：「子齠齡而手《漢書》，亦知漢高之所以帝乎？」應聲曰：「韓以戰，張以謀，蕭以餉。」客大奇之，萬曆丙子薦於鄉，上春官屢中副車，授南涇教諭，丁外憂服闋補新城諭，署廣昌縣，歷有治蹟；丁酉陞東流令，首除供具以甦里甲，清驛遞侵牟之弊，革兩造納紙錢陋規，尤精於讞獄，浮梁黃士鳳與樂平何天俸並歸自東，俸覬鳳橐饒，倳及鳳腹胠篋而逃，吏胥以為難捕，承勛密移文饒州，獲之獄定，萬口稱快，郡豪汪一滄能以符呪立死人，斃兄家四命而盡奪其產，遺腹孫久寄他姓獲全，赴承勛愬，承勛密集丁壯搜滄家得符呪，狀按實坐大辟，悉還其貲，東流為立遺愛碑。兩臺交薦陞湖廣黃州同知，黃帆艘鱗集狙獪出沒，下車清軍役獲巨盜，一境肅然，荊府宗藩驕縱凌民，巨璫李忠奉旨謁陵虐民夫，承勛悉折以理不為屈，治績為三楚冠，轉蜀藩長史致政歸，卒年六十有六，所著有《麟經心印》、《吳楚讞存》、《覆缶集》 洪志 ，子典學別有傳。
2. ↑  民國《臨海縣志·卷十七·選舉》：（萬曆）四年丙子科（舉人） 蔣承勛 有傳……八年張懋脩榜……蔣承勛 副榜進士……十七年焦竑榜……蔣承勛 副榜進士
3. ↑  嘉慶《東流縣志·卷十八·良吏傳》：蔣承勛，浙江臨海舉人，萬厯二十五年來知縣事，政尚風厲、清廉愛民，舊例里縣民催科必以朔望集縣，有妨農務乃革之，設簿限期，繳如期完者免至縣，小民得以休息，後令多宗之，任六年陞邵武郡丞。